# Kal - Koritnica
Kal - Koritnica – wieś w Słowenii, w gminie Bovec. W 2018 roku liczyła 140 mieszkańców.